# ضع بصمتك (كتاب)
كتاب ضع بصمتك لمحمد العريفي يتكلم فيه عن ترك أثر في أعمالك اليومية، وهو نسخة مكتوبة لبرنامج ضع بصمتك التلفزيوني في 263 صفحة.

## محتوى الكتاب
تناول المؤلف أفكار برنامج ضع بصمتك ويُروِّج إلى بصمات كالحفاظ على الصلاة وإعمار المساجد وغزة وإصلاح ذات البين ونشر الخير.
يضم الكتاب عددًا كبيرًا من الأفكار والتقارير ومن بينها كيفية استخدم النت لنشر الخير ونشر الإسلام.

## الروابط الخارجية
ISBN 2465-4165-1 كتاب ضع بصمتك
1. ↑  ضع بصمتك،KotobDZ. نسخة محفوظة 26 أغسطس 2016 على موقع واي باك مشين.
2. ↑  ضع بصمتك[وصلة مكسورة]،  مكتبة نون. نسخة محفوظة 2022-05-26 على موقع واي باك مشين.
3. ↑  ضع بصمتك،goodreads. نسخة محفوظة 13 أبريل 2017 على موقع واي باك مشين.